# Carnívoro

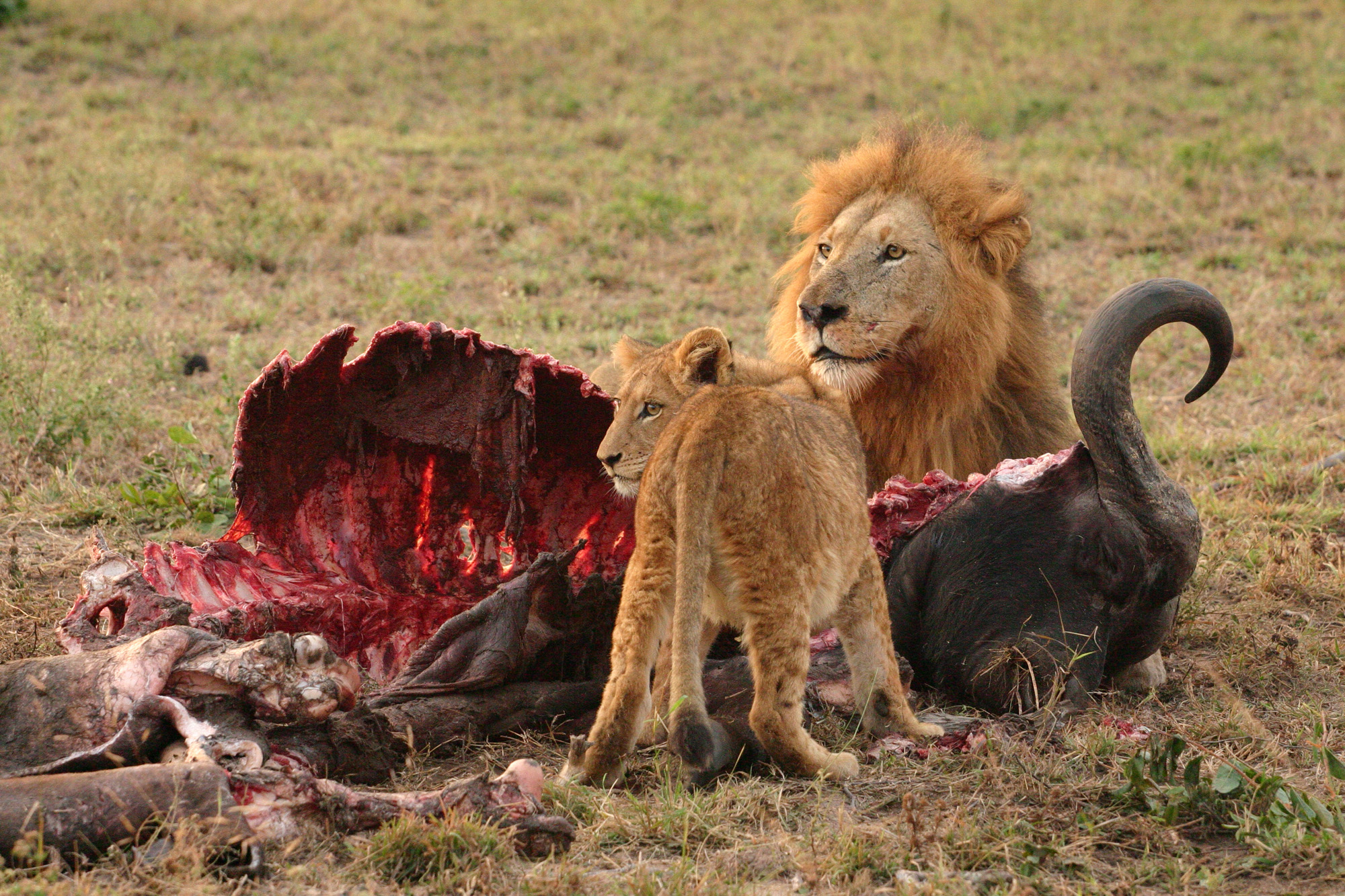
Los leones son carnívoros voraces; requieren diariamente más de 7 kilogramos de carne. Un gran componente de su dieta es la carne de mamíferos grandes, como este búfalo.

Un carnívoro (del latín carnivŏrus, ‘devorador de carne’), es un organismo que obtiene sus energías y requerimientos nutricionales a través de una dieta que consiste principal o exclusivamente en el consumo de carne, ya sea mediante la depredación o el consumo de carroña. El término preferido en ecología es zoófago.
Existen adjetivos más específicos para referirse a animales que se alimentan de clases específicas de presas, como es el caso de los animales que comen insectos, llamados insectívoros o también entomófagos, y dentro de estos todavía se puede distinguir, por ejemplo, a los comedores de hormigas y termitas, llamándolos mirmecófagos. Los carnívoros se encuentran siempre en posiciones avanzadas de la cadena trófica.

## Clasificación

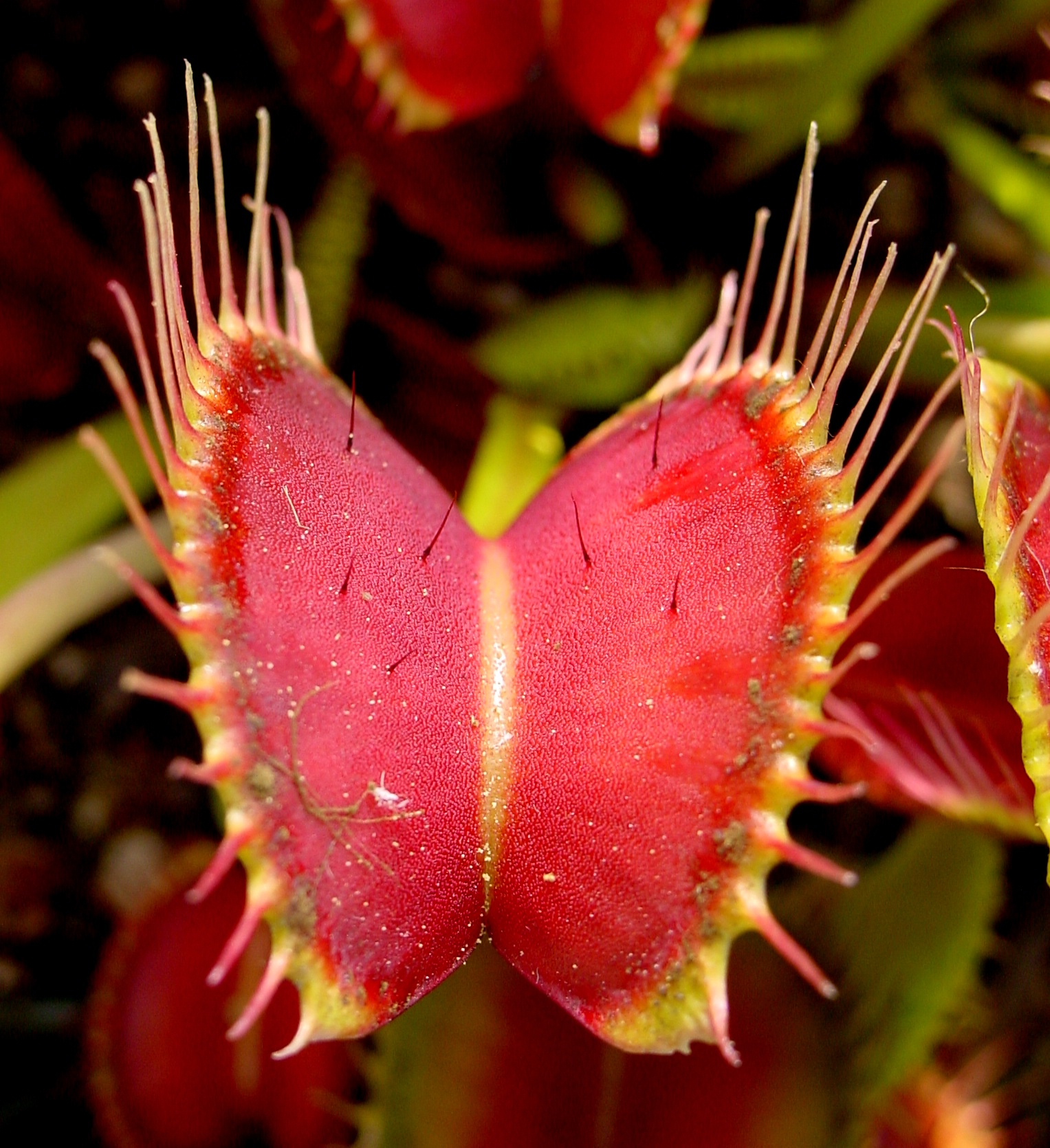
La dionea atrapamoscas es una planta carnívora muy conocida.

A pesar de que existen muchas especies de animales considerados exclusivamente carnívoros, algunas subespecies no son consumidoras exclusivas de carne. Por ejemplo, la mayoría de las especies de osos son omnívoras, siendo la excepción el panda gigante, cuya dieta consiste casi completamente en el consumo de bambú.

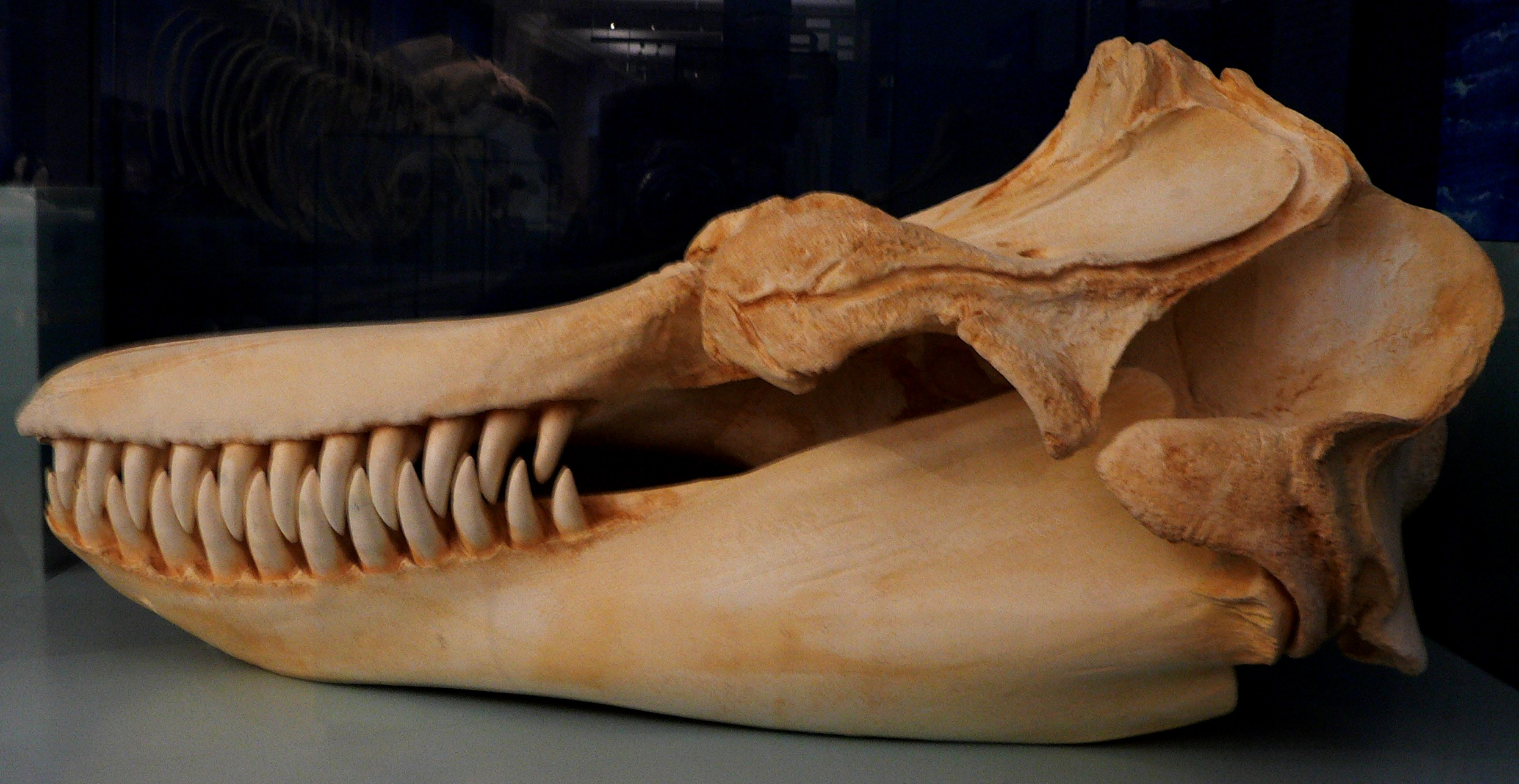
Cráneo de una orca; la dentición observada en la imagen, muestra con claridad que esta especie es un carnívoro.

Aparte del mundo animal, existen una gran cantidad de plantas carnívoras e incluso hongos carnívoros. Los primeros son predominantemente insectívoros, mientras los últimos subsisten mediante el consumo de invertebrados microscópicos, como amebas y colémbolos.

### Carnívoros estrictos

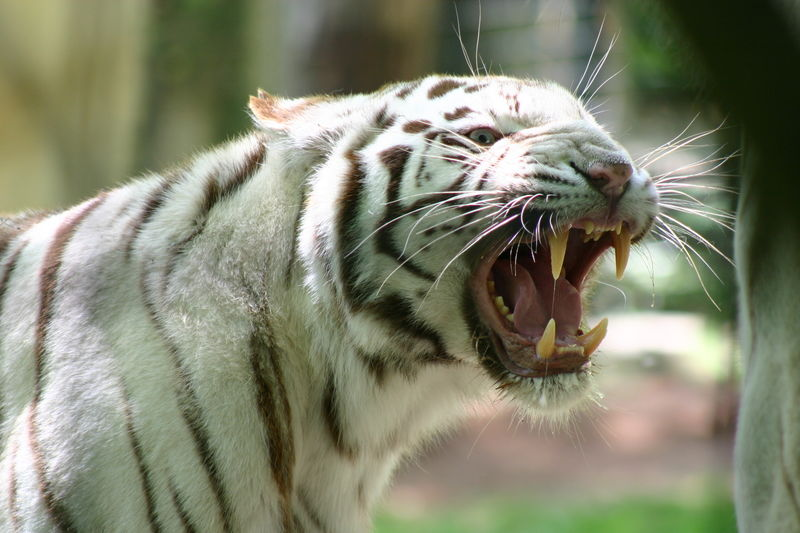
Este tigre de Bengala blanco posee dientes afilados y fuertes garras, características clásicas esperadas en un mamífero carnívoro.

Un carnívoro verdadero o estricto es aquel que subsiste con una dieta solo de carne, siendo marginal su capacidad para usar recursos de otra clase. Aunque pueden consumir pequeñas cantidades de materia vegetal, estos no poseen una fisiología apta para una digestión eficiente.

## Características
Los carnívoros poseen una serie de características en común, como por ejemplo, órganos para capturar y desarticular la presa (dientes y garras cumplen esta función en muchos vertebrados). A pesar de ello, muchos carnívoros no cazan y se dedican al consumo de carroña (también muchos cazadores consumen carroña cuando existe la oportunidad). Los carnívoros poseen un sistema digestivo comparativamente más corto, debido a que ellos no requieren romper la celulosa encontrada en las plantas.

## Carnívoros prehistóricos
Algunos dinosaurios terópodos que existieron durante el Cretácico, como Tyrannosaurus rex, eran carnívoros.
Los mamíferos prehistóricos del grupo corona Carnivoramorpha (Carnivora y Miacoidea sin Creodonta), junto con el orden temprano Creodonta, y algunos mamíferos del igualmente orden temprano Cimolesta, fueron verdaderos carnívoros. Se considera que los primeros mamíferos carnívoros fueron los Cimolestes que existieron durante el Cretácico superior y el período Terciario de América del Norte hace 65 millones de años. 
La mayoría de las especies de Cimolestes fueron del tamaño de un ratón o una rata, pero para el Cretácico tardío los Cimolestes magnus alcanzaron el tamaño de una marmota, por lo que es uno de los mayores mamíferos mesozoicos conocidos (20-60 g). Sus muelas combinaron las funciones de perforación, corte y molienda, y los molares de los Palaeoryctes tenían muy altas y agudas cúspides que fuera de la perforación tenían muy pocas funciones. En la dentición de los Cimolestes prefiguran las mismas estructuras de corte visto en todos los carnívoros posteriores. Mientras que las especies más pequeñas eran insectívoros, los Cimolestes magnus probablemente tomaron presas más grandes y eran sin duda carnívoros en algún grado. Las muelas de los Hyracolestes ermineus («armiños como musarañas» de 40 g) y los Sarcodon pygmaeus («dientes carnívoros pigmeos» de 75 g), eran comunes en la última etapa del Paleoceno de Mongolia y China, y ocuparon lugar de pequeños depredadores. Sus muelas muestran las mismas muescas características que sirven en los carnívoros de hoy en día para mantener la carne en su lugar para cortar pedazos con aristas cortantes.

## Ejemplos de algunos carnívoros
Mamíferos.

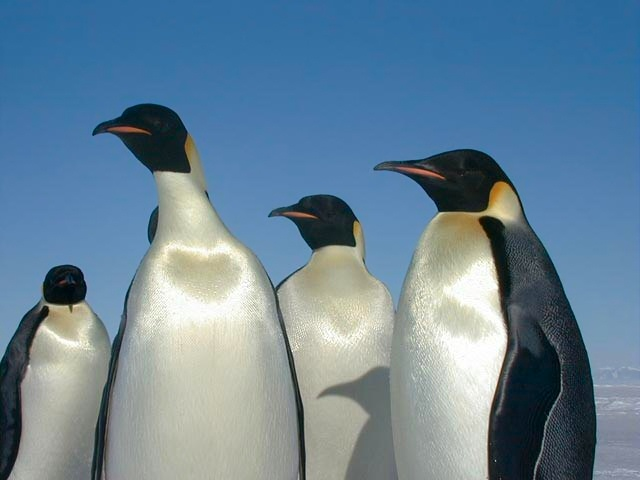
En contraste con cazadores como el tigre, estos pingüinos emperadores muestran que los dientes y las garras no son necesarios para ser un carnívoro. Ellos comen crustáceos, peces, calamares, y otras pequeñas formas de vida marina.

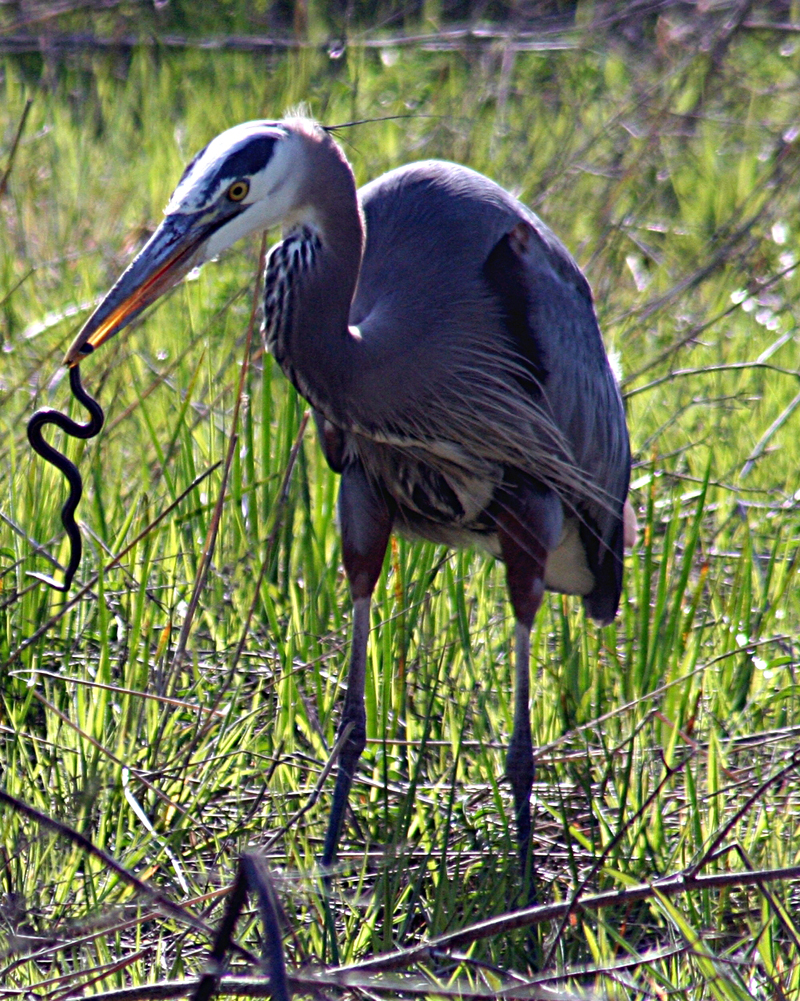
Una garza ceniza comiendo una pequeña serpiente.

- Todos los felinos, como el gato doméstico, grandes félidos y mangostas entre otros.
- Algunos cánidos, como el lobo gris. El coyote y el lobo rojo no son carnívoros estrictos. El perro doméstico se considera un carnívoro estricto, pero esta situación es debatida.
- Hienidos (menos el Proteles Cristata que es omnívoro).
- Algunos mustélidos, como el hurón.
- El oso polar (los demás osos son omnívoros).
- Todos los cetáceos, como las ballenas y los delfines.
- Algunos murciélagos.
- Los miembros de la familia Viverridae, como la gineta o el binturong.

Reptiles.
- Todos los de la familia Crocodylidae, como los cocodrilos y caimanes.
- Todas las serpientes, como las cobras, pitones y boas.
- Algunas tortugas, incluyendo a las tortugas marinas.

Peces y anfibios.
- Sapos, ranas y salamandras en su fase adulta.
- Todos los tiburones.
- Los peces óseos, como la tuna y el salmón.

Aves.
- Aves de presa diurnas (águilas, milanos, etc.) y nocturnas (búho lechuzas, etc.).
- Varias aves marinas, como los pelícanos y pingüinos.
- Todos los buitres, tanto los del Nuevo Mundo como los del Viejo Mundo.

Invertebrados.
- Algunos crustáceos.
- Moluscos como los pulpos, calamares y algunos gasterópodos.
- Arañas y escorpiones.
- Algunos insectos, como la mantis religiosa y las avispas.

También hay algunas especies de plantas a las que se llama plantas carnívoras: complementan su ingreso de nutrientes con pequeños insectos, nemátodos y otros invertebrados pequeños.